# Skolmassakern i Baku 2009
Skolmassakern i Baku (azerbajdzjanska: Azərbaycan Dövlət Neft Akademiyasında terror hadisəsi, Azärbajdzjan Dövlät Neft Akademijasynda terror hadisäsi) inträffade den 30 april 2009 på universitetet Azerbajdzjans statliga oljeakademi (ASOA) i huvudstaden Baku. 
12 personer mördades, både studenter och medarbetare samt institutionens vicerektor, av en ensam beväpnad angripare och flera skadades. Ett gemensamt uttalande från Azerbajdzjans inrikesministerium och riksåklagarens kansli identifierade angriparen som 29-åriga Farda Gadirov, en georgisk medborgare med azeriskt påbrå. Under riksåklagarens utredning framkom att Gadirov haft medhjälp av Mardun Gumasjan, en georgiska medborgaren med armeniskt påbrå som därmed blev efterlyst av Interpol.
Två bussar tillhörande specialförband hade anlänt till platsen. Enligt Ehsan Zahidov, talesman för inrikesministeriet, genomfördes en operation samtidigt som personerna som hållits som gisslan släpptes. Tre ammunitionsbälten med kapacitet för 40 och 71 kulor samt två tidningar togs från Gadirovs kropp.

## Attentatet
Gadirov attackerade ASOA:s andra byggnad. Först dödade han en säkerhetsvakt och en städare medan han gick in i byggnaden, varefter han öppnade eld mot studenter och föreläsare. Medan han förflyttade sig från den första våningen till den sjätte, sköt han besinningslöst. Ett vittne sa att en student hade försökt stoppa honom sköts i huvudet. Ett annat rapporterades ha sett två beväpnade män och man bedömde situationen som ett pågående terrorattentat. Den beväpnade mannen barrikaderade sig i akademien och polisen spärrade av byggnaden. Tolv personer dödades och flera skadades. Gadirov sköt därefter sig själv, då han såg polisen närma sig. Kroppar återfanns utspridda över hela byggnaden. De skadade togs till ambulanser parkerade utanför byggnaden och evakuerades till sjukhus. De flesta konstaterades snart vara i ett stabilt tillstånd, men några var kritiskt skadade och fick opereras akut. Samtliga studenter evakuerades och skickades hem.

## Offer
Enligt det azerbajdzjanska hälsovårdsministeriet dödades 12 personer och 10 skadades svårt. Bland de skadade var två personer från Sudan (Moustafa Mohammad och Amrouh Seyid Ahmad) och en person från Syrien (Daas Muawiya). Tre av de skadade kunde snart lämna sjukhuset.
Sammanlagt tretton personer avled i attacken (inklusive angriparen):
- Emin Abdullajev, 20, student
- Ramiz Abdullajev, 69, vice rektor för ASOA och ordförande för olje- och gasproduktionsfakulteten
- Dzjejhun Aslanov, 21, student
- Tamella Azizova, 58, föreläsare och forskare
- Ruslan Babasjov, 19, student
- Ajaz Baghirov, 21, student
- Jusif Bandalijev, 20, student
- Ajna Gurbanova, 52, cafépersonal[13]
- Savalan Dzjabbarov, 22, student
- Taleh Mammadov, 21, student[14]
- Sjafa Mammadova, 31, laboratorieassistent
- Madzjnun Vahidov, 63, docent, dramatiker och schackkompositör
- Farda Gadirov, 28, angripare

Psykologiskt stöd erbjuds av det andra psykiatriska sjukhuset, neuropsykiatriska kliniken och neuropsykiatriska sjukhuset för barn. Över tusen ljus tändes framför universitetsbyggnaden till minne för de avlidna. Massdonationer av blod tog plats i azerbajdzjanska regioner efter ett initiativ från hälsoministeriet. Som jämförelse lämnade 230 personer omgående blod bara i Saatli.

## Utredning
Brottsutredningen fokuserade på flera fall av mord, mordförsök, och grova vapenbrott. Enligt åklagare Eldar Sultanovs talesperson, Sjirhan Nadir oghlu Alijev, anhölls en person från samma by som misstänkt. Kriminalfallet som startades mot Farda Gadirov lades ned med anledning av hans självmord. Enligt en presidentorder skulle finansiellt bistånd om 30,000 manat renderas till familjer till offren samt 15,000 till de skadade från presidentens kapital.
Rabijjat Aslanova, ordförande för parlamentets kommission för mänskliga rättigheter, sa att säkerheten behövde höjas vid eftergymnasiala institutioner, men att det inte behövdes en ny lag för att säkra dem: "Högre utbildningar har sina egna regler. Fallet måste lösas enligt dessa regler.". Aslanova sa att kameraövervakning behövde ske vid univeristetens entréer. Parlamentsledamoten Fazil Mustafa meddelade att det var omöjligt att kontrollera alla, men att stora faror bör kunna förhindras.
En ceremoni inleddes på fredagsmorgonen. Parlamentsledamöterna, professorer och studenter vid ASOA, såväl som studenter vid landets övriga universitet, och medlemmar i ungdomsorganisationer deltog i ceremonin, som fortsatte till sen kväll. Deltagarna placerade ut röda nejlikor och tända ljus vid ingången och trappuppgångarna till akademien. Den fackliga unionen Irali anslöt sig till evenemanget med sin slogan "Ingen terror!". Närmare 2 000 studenter marscherade i Baku den dagen. En sorgeceremoni hölls även av amerikanska azerbajdzjaner i Washington D.C..
Efter attentatet utfärdades en arresteringsorder mot den georgiska medborgaren Mardun Gumasjjan som anklagades vara hjärnan bakom dådet. Gumasjjan är idag efterlyst av Interpol. Han anklagas för att ha bildat en kriminell grupp, som inkluderade Farda Gadirov, Dzjavidan Amirov, Nadir Alijev and Najaf Sulejmanov. Gumasjjan slöt sedan en överenskommelse med dem om att utföra en terrorattack. Han erbjöd dem $50 000 totalt, varav $5,000 till Gadirov som köpte en pistol och övade sig på att skjuta. De övriga medlemmarna av terrorgruppen kom till Baku i mars 2009 för domstolsförhandlingar med start den 21 april 2010.

### Angriparen
Farda Gadirov eller Färda Äsad oghlu Qädirov (azerbajdzjanska: Fərda Qədirov, georgiska: ფარდა გადიროვი, Parda Gadirovi) född 8 december 1980 Dasjtapa nära Marneuli, död 30 april 2009 i Baku, var den georgiska massmördaren av azerbajdzjanskt påbrå inblandad i massmordet.  Han tillbringade den största delen av sitt liv i Podolsk i Ryssland, efter att hans farbror bjöd över honom för att hjälpa till med farbroderns affärer, men sedan återvände han till Baku. En tjänsteman från hans hemby, Vidadi Hasanov, beskrev Gadirov som ett osocialiserat barn som sällan lämnade sitt hem under det korta återvändandet.

## Internationella reaktioner
Efter skjutningarna uttryckte 15 nationer samt den europeiska unionen sina kondoleanser.
- Estland - Vice ordförande för estniska Riigikogu Kristiina Ojuland uttryckte kondoleanser.[25]
- Europeiska unionen - I Europarådets pressmeddelande uttryckte EU:s representative för södra Kaukasus, Peter Semneby, kondoleanser till det azerbajdzjanska folket.[26]
- Frankrike - Det franska utrikesministeriet sade i dess adressering: "We were very sorry to hear about an armed attack this morning at the Azerbaijan State Oil Academy, killing 13 and injuring many others. We strongly condemn this act of violence".[27]
- Georgien - Det georgiska utrikesministeriet sade i sitt uttalande att "den georgiska sidan fördömer denna kriminella akt otvivelaktigt och uttrycker hopp om att utredningen kommer att belysa alla detaljer i incidenten."[28] Ledaren för regionen Nedre Kartlien, Davit Kirkitadze, uttryckte också sina kondoleanser till folket och presidenten i Azerbajdzjan. "Vi, georgier och azerbajdzjaner, var alltid tillsammans i vår glädje och sorg. Jag sörjer denna tragiska incident. Denna incident berörde georgier också liksom den berörde hjärtat hos varje azer. Vi måste dela vår sorg som vi delar vår glädje."[29]
- Iran - Den iranska ambassaden i Baku sade: "We feel deep sorrow over the tragic incident that occurred in Azerbaijan State Oil Academy on April 30. We grieve deeply as the victims of this terrible crime are students, young people".[30]
- Irak - Som i kondoleansbrevet uttryckte den irakiska ambassaden att "den irakiska ambassaden i Azerbajdzjan blev mycket sorgetyngd av nyheten om mordet på oskyldiga lärare och studenter vid ASOA och vi fördömer denna akt".[7]
- Israel - Den israeliska utrikesministern Avigdor Lieberman fördömde våldet och akten och uttalade sin sorg.[31]
- Lettland - President Valdis Zatlers adresserade Ilham Alijev: "Det lettiska folket delar det azerbajdzjanska folkets djupa sorg", enligt sina kondoleanser.[32]
- Norge - Utrikesminister Jonas Gahr Støre erbjöd sina kondoleanser i ett brev till den azerbajdzjanska utrikesministern Elmar Mammadjarov.[33]
- Ryssland - President Dmitrij Medvedev sade: "I am deeply shocked by news about the tragedy that took place on April 30 in Azerbaijan State Oil Academy in Baku. Our common grief is redoubled by the fact the victims of this monstrous crime were students, young people, who were full of vital plans."[34]
- Ukraina - President Viktor Jusjtjenko uttryckte sina kondoleanser.[35]
- Storbritannien - David Miliband och Prins Andrew, hertig av York uttryckte kondoleanser.[30] Prins Andrew sade att i dessa svåra dagar, är han med Azerbajdzjan.[30]
- Tjeckien - Utrikesminister Karel Schwarzenberg uttryckte djupa kondoleanser till familjerna som drabbats av den tragiska händelsen. I ett brev till Azerbajdzjans utrikesminister Elmar Mammadjarov uttryckte Schwarzenberg sitt lands kondoleanser.
- Turkiet - President Abdullah Gül och premiärminister Recep Tayyip Erdoğan uttryckte sina kondoleanser.[36]
- Belarus - President Aleksandr Lukasjenko uttryckte i ett brev till Ilham Alijev "djupa kondoleanser och sympatier till familjerna till de avlidna".[37]
- USA - USA:s utrikesdepartements talesperson Robert Wood uttalade den 30 april USA:s kondoleanser.[38]

## Eftermäle
En minnesdag på årsdagen av attentatet förhindrades av regeringen den 30 april 2010. Runt attentatsplatsen var azerbajdzjansk polis utposterad.